# Riboviria

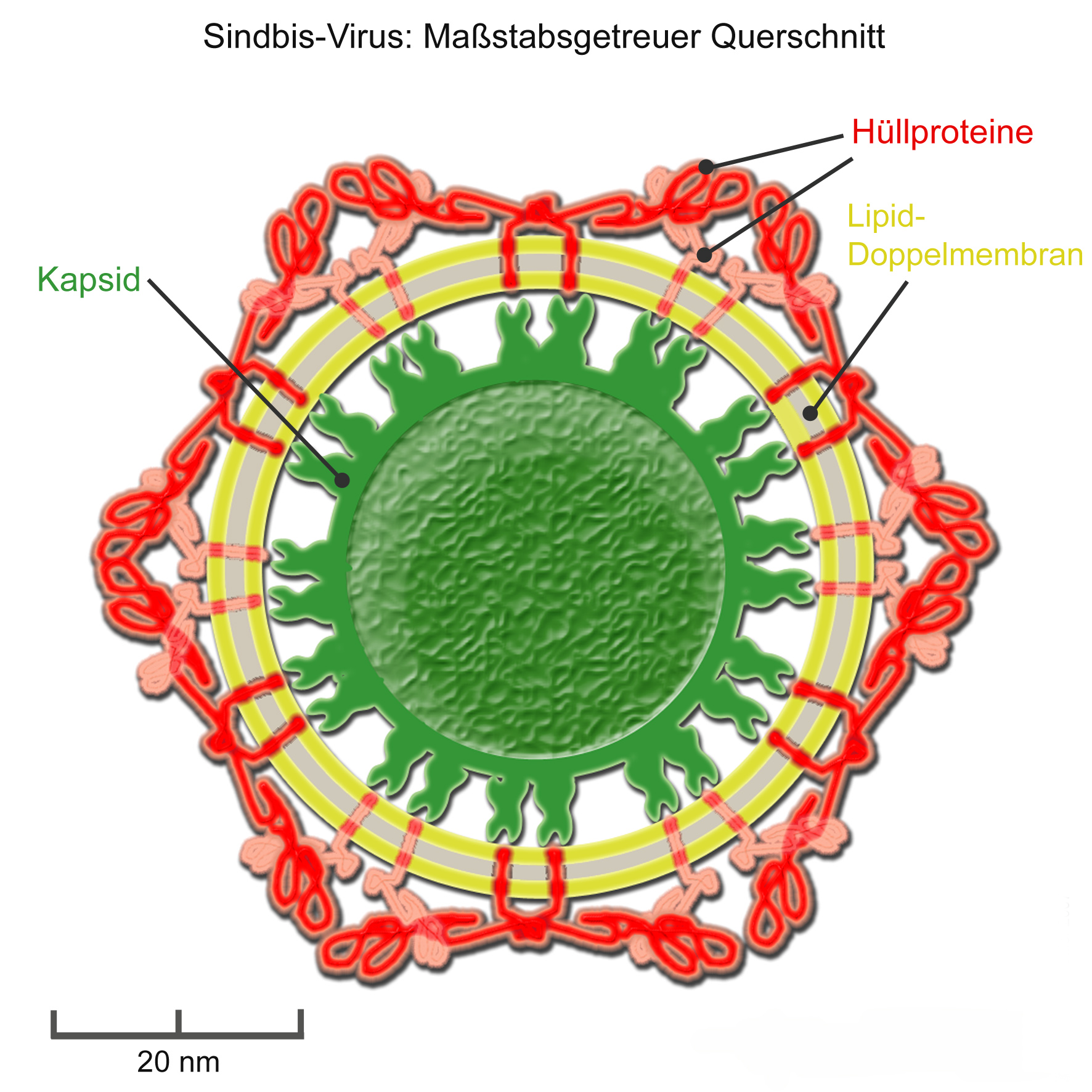
Maßstabsgerechter Querschnitt des
Sindbis-Virus, ein (+)ssRNA-Virus

Riboviria ist ein vom International Committee on Taxonomy of Viruses (ICTV) 2018/2019 neu geschaffenes Taxon der höchsten Rangstufe Realm (englisch realm). Taxa dieser Rangstufe lösen immer mehr die alte Baltimore-Klassifikation ab.
Die Riboviria umfassen alle Viren, die eine homologe RNA-abhängige Polymerase zur Replikation verwenden.
Dazu gehören
- RNA-Viren, die für eine RNA-abhängige RNA-Polymerase (englisch RNA-dependent RNA polymerase, RdRP) kodieren
- revers-transkribierende Viren,[3] die für eine RNA-abhängige DNA-Polymerase (englisch RNA-dependent DNA polymerase, RdDP), auch Reverse Transkriptase (RT) genannt, kodieren.

Beide Polymerasen benutzen RNA (Ribonukleinsäure) als Vorlage, die RdRP produziert daraus wieder eine RNA,
die RdDP aber eine DNA (Desoxyribonukleinsäure).
Diese Enzyme sind für die Replikation des viralen Genoms und die Transkription der Virus-Gene in Boten-RNA (mRNA) zwecks anschließender Übersetzung (Translation) in die viralen Proteine unerlässlich.
Als Teil des Replikationszyklus eines Virus synthetisiert die RNA-abhängige Polymerase auch Kopien des viralen Genoms als Teil der Virus-Replikation, d. h. des Prozesses der Schaffung neuer Viren.
In einem typischen Virion (Viruspartikel) ist die RNA-abhängige Polymerase auf irgendeine Weise an das Virus-Genom gebunden und beginnt nach dem Eintritt in eine Zelle mit der Transkription des Virus-Genoms.
Einzelheiten zur RdRP- und RdDP-Transkription und zur Replikation dieser beiden Viruskladen finden sich auf den Seiten der ViralZone des Schweizer Instituts für Bioinformatik (englisch Swiss Institute of Bioinformatics, SIB), insbesondere für dsRNA-Viren, (+)ssRNA-Viren, (−)ssRNA-Viren, (+)ssRNA-RT-Viren und für dsDNA-RT-Viren.
Das Taxon Riboviria wurde zunächst 2018 eingerichtet, um alle RdRP-kodierenden RNA-Viren aufzunehmen. Es wurde ein Jahr später erweitert, um auch RdDp-kodierende Viren einzubeziehen. Diese beiden Gruppen von Viren werden zwei verschiedenen Virus-Reichen zugeordnet: Orthornavirae für RdRP-kodierenden RNA-Viren und Pararnavirae für RdDp-kodierende Viren, d. h. alle Viren mit reverser Transkription.
Beide Gruppen stammen wahrscheinlich von nicht-viralen Elementen ab, die für reverse Transkriptase kodieren, wobei der genaue Ursprung der Orthornavirae unklar ist.
Während es in diesem Realm nur wenige prokaryotische Viren gibt, umfasst er die meisten eukaryotischen Viren, einschließlich der meisten menschlichen, tierischen und pflanzlichen Viren.
Viele der bekanntesten Viruserkrankungen werden durch Viren aus der Gruppe der Riboviria verursacht, etwa durch Mitglieder der Familie Coronaviridae, durch das Ebola-Virus, HIV, Grippeviren und das Tollwutvirus.
Diese und andere Viren sind im Laufe der Geschichte immer wieder aufgetreten, darunter das Tabakmosaikvirus, das erste entdeckte Virus überhaupt.
Viele Viren mit reverser Transkription werden als Teil ihres Replikationszyklus in das Genom ihrer Wirtszellen integriert. Gelangen sie in die Keimbahn des Wirts, können sie ihre Fähigkeit Virionen (Viruspartikel) zu erzeugen, verlieren und werden nur noch als endogene Viren vertikal von der Elterngeneration des Wirts auf die Nachkommen übertragen.
Schätzungsweise stammen bis etwa 7–8 % des menschlichen Genoms von solchen Viren ab.

## Etymologie
Riboviria ist zusammengesetzt aus dem Präfix „Ribo-“, der sich auf Ribonukleinsäure (RNA) bezieht, und dem Suffix „-viria“ für Virusrealms.

## Phylogenese

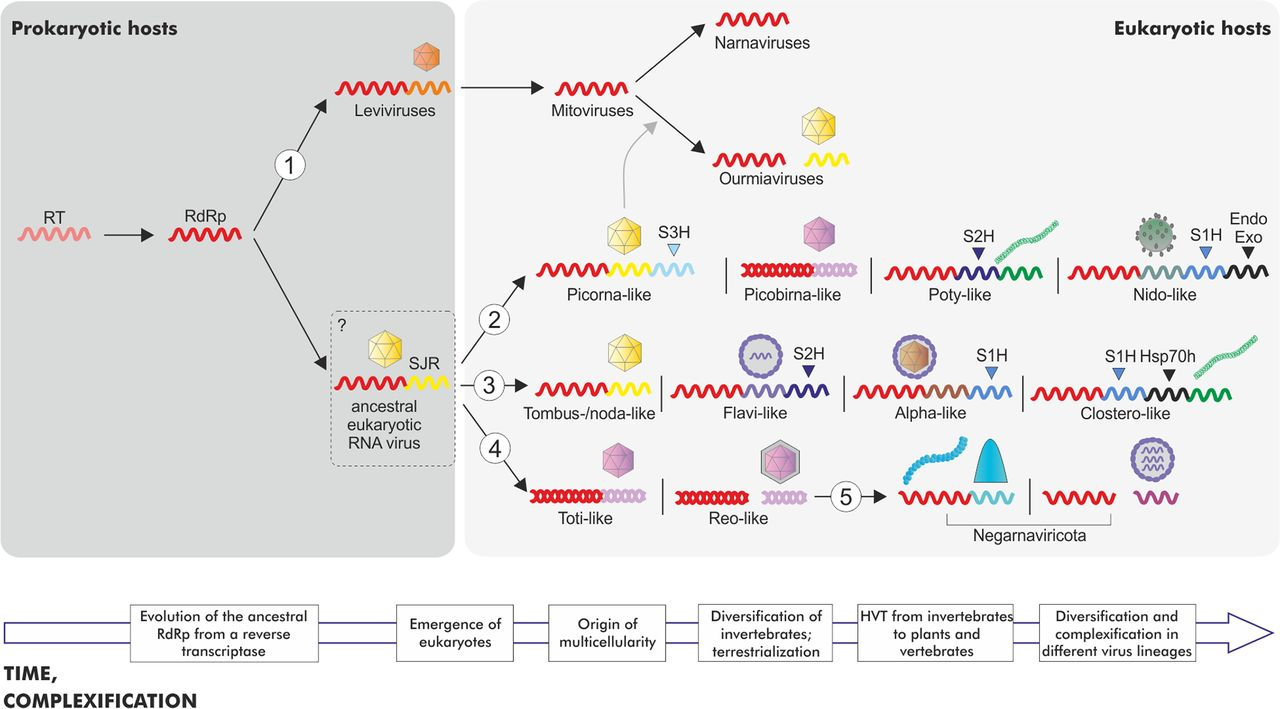
Ein allgemeines Szenario der Evolution von RNA-Viren.

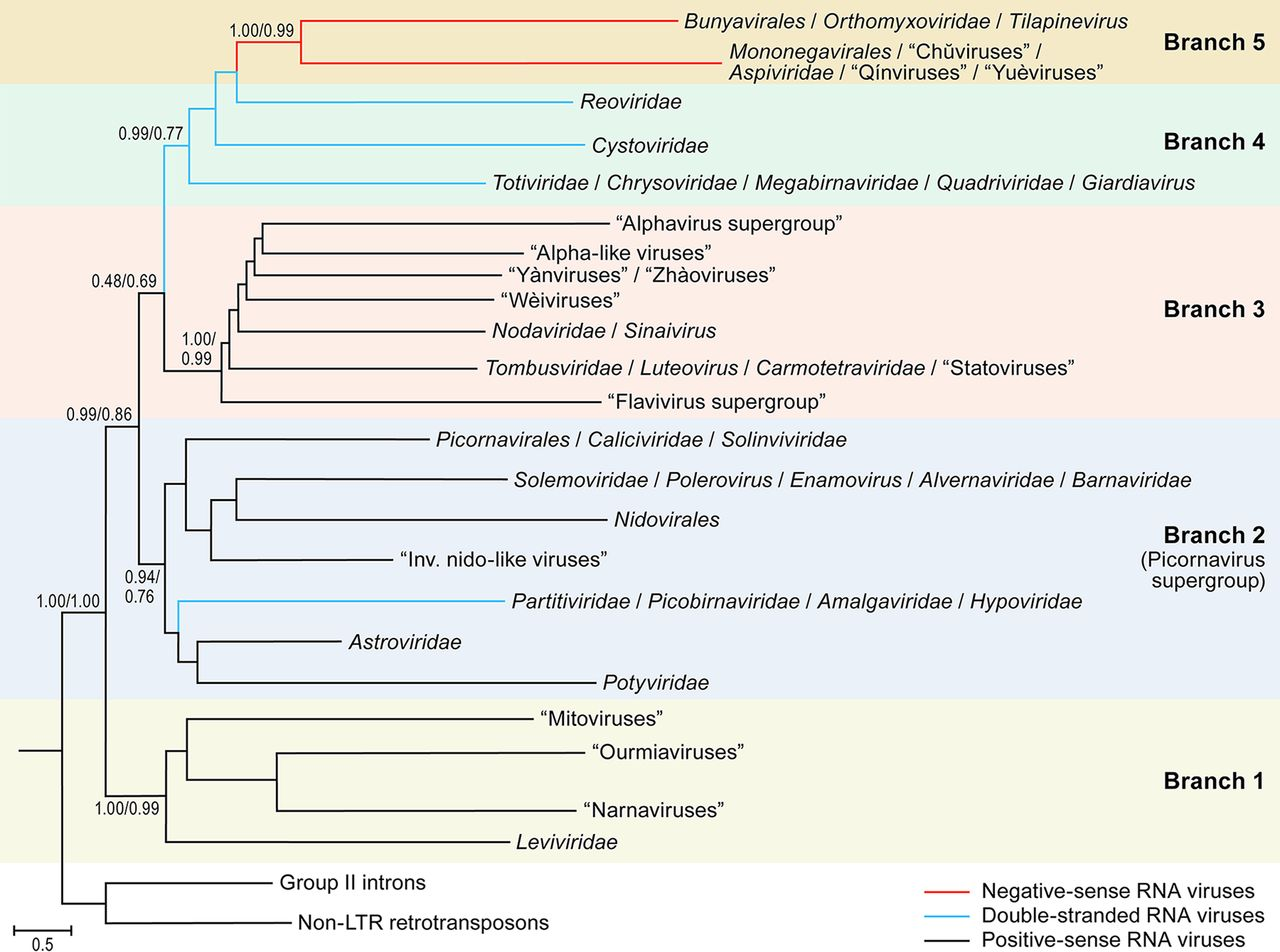
Phylogenese der RNA-abhängigen Polymerase der der Orthornavirae. Die fünf farbigen Äste sind die fünf Phyla der Orthornavirae.

In beiden Reichen der Riboviria zeigt sich eine verwandtschaftliche Beziehung der RNA-abhängigen Polymerase zu den Reversen Transkriptasen (RTs) von RT-kodierenden Introns der Gruppe II, und Retrotransposons (per RT selbstreplizierende DNA-Sequenzen, die sich in andere Teile desselben DNA-Moleküls integrieren).
Die revers transkribierenden Viren der Pararnavirae scheinen sich nur einmal aus einem solchen Retrotransposon entwickelt zu haben.
Der Ursprung der RdRPs der Orthornavirae ist aufgrund mangelnder Informationen weniger klar, aber es wurden zwei Szenarien vorgeschlagen:
Das wahrscheinlichste Szenario ist, dass die RdRPs der Orthornavirae aus der Reversen Transkriptase eines bakteriellen Gruppe-II-Introns in der Entwicklungsgeschichte des Lebens bereits kurz vor der Entstehung von Eukaryoten (Eukaryogenese) entstanden sind.
Die andere Möglichkeit ist, dass die RdRPs der Orthornavirae bereits vor dem letzten universellen gemeinsamen Ahn (LUGA; engl. last universal common ancestor, LUCA) entstanden sind und dass sie den Reversen Transkriptasen der Retroelemente vorausgingen.
Was die zweite Möglichkeit betrifft, so wurde festgestellt, dass die Kapsidproteine der Leviviridae, die Bakterien infizieren, keine Homologe mit zellulären Organismen und anderen Viren haben.
Außerdem wird im Rahmen dieses Szenarios davon ausgegangen, dass die RdRPs anderer RNA-Viren den Reversen Transkriptasen ähnlicher sind als den RdRPs der Leviviridae und ihrer Verwandten im Phylum Lenarviricota.
Daraus wurde abgeleitet, dass zahlreiche Linien prokaryontischer RNA-Viren ausgestorben sein könnten, nachdem sie den Wettbewerb mit prokaryontischen DNA-Viren verloren – woraufhin die RNA-Viren erst wieder auftauchten, als sie begannen, Eukaryonten zu infizieren.
Ausgehend von metagenomischen Proben ist es wahrscheinlich, dass es RNA-Viren gibt, die Archaeen infizieren.
Die phylogenetische Analyse der extrahierten Sequenzen deutet darauf hin, dass es sich um die am stärksten divergierenden RNA-Viren handelt und dass sie möglicherweise Vorfahren von eukaryotischen RNA-Viren sind, insbesondere der Pisuviricota, Kitrinoviricota, Duplornaviricota und Negarnaviricota, die keinen bisher bekannten prokaryotischen Vorfahren haben (Stand 2012).

## Systematik
Der Realm Riboviria umfasst zwei Virus-Reiche: Orthornavirae und Pararnavirae. Das Taxon Orthornavirae enthält mehrere Phyla sowie weitere nichtzugeordnete Taxa, während Pararnavirae bis hinunter zum Rang der Klasse monotypisch ist.
Außerdem enthält der Realm Riboviria zwei Familien und vier Gattungen ohne nähere Zuordnung (incertae sedis). Für ihre genaue Einordnung in höhere Taxa sind zusätzliche Informationen erforderlich.
Diese Taxonomie kann wie folgt  veranschaulicht werden (Stand 3. März 2025):
Realm: Riboviria
- Reich: Orthornavirae
– enthält alle RdRP-kodierenden RNA-Viren, d. h. alle dsRNA-, (+)ssRNA- und (−)ssRNA-Viren, die oft gemeinsam als RNA-Viren bezeichnet werden mit Ausnahme der Satellitenviren aus der Verwandtschaft der Gattung Deltavirus des Hepatitis-D-Virus (offiziell Deltavirus italiense, Familie Kolmioviridae, Realm Ribozyviria[19]), sowie der Viroid-Familien Avsunviroidae und Pospiviroidae.[20]
- Reich: Pararnavirae (mit Phylum Artverviricota: Klasse: Revtraviricetes)
– enthält alle RdDP-kodierenden Viren,[3] d. h. alle ssRNA-RT- und dsDNA-RT-Viren, die gemeinsam als revers transkribierende Viren bezeichnet werden
- ohne Zuweisung eines Reiches, Phylums oder Klasse
  - Ordnung Tombendovirales (Familien Pamosaviridae, Sarthroviridae, Tomosaviridae)
  - ohne Zuweisung einer Ordnung
    - Familie Polymycoviridae
    - Familie Tonesaviridae (mit Albetovirus, Aumaivirus)

Die Taxonomie der Riboviria deckt sich teilweise mit der Baltimore-Klassifikation, nämlich mit den Baltimore-Gruppen für RNA-Viren und Viren mit reverser Transkription.
Die Baltimore-Klassifikation ist ein Klassifizierungssystem für Viren, das auf der Art und Weise ihrer mRNA-Produktion basiert und häufig neben der Standard-Virustaxonomie verwendet wird, die auf der Evolutionsgeschichte basiert.
Fast alle Mitglieder der folgenden fünf Baltimore-Gruppen gehören zu den Riboviria:
- III Gruppe: dsRNA-Viren,
- IV Gruppe: (+)ssRNA-Viren,
- V Gruppe: (−)ssRNA-Viren – ohne Kolmioviridae (Realm Ribozyviria),
- VI Gruppe: ssRNA-RT-Viren – faktisch nur (+)ssRNA-RT-Viren, und
- VII Gruppe: dsDNA-RT-Viren.

Realms sind die höchste Ebene in der Taxonomie für Viren, und neben den Riboviria gibt es außer den Ribozyviria noch die Duplodnaviria, Monodnaviriaund Varidnaviria.

## Forschungsgeschichte
Krankheiten, die durch Viren des Realms Riboviria verursacht werden, sind seit langem bekannt, auch wenn ihre Ursache erst in der Neuzeit entdeckt wurde. Das Tabakmosaikvirus wurde 1898 entdeckt und ist das erste entdeckte Virus überhaupt.
Arboviren (Viren, die von Arthropoden übertragen werden) waren von zentraler Bedeutung für die Entwicklung der Vektorkontrolle, die häufig darauf abzielt, die Virusinfektionen (d. h. die Übertragung durch die Arthropoden als Vektoren) selbst zu verhindern.
In der modernen Geschichte wurden zahlreiche Krankheitsausbrüche durch verschiedene Mitglieder des Realms verursacht, darunter Betacoronaviren, Ebola- und Influenzaviren.
Insbesondere HIV (besonders HIV-1, neben HIV-2) hatte dramatische Auswirkungen auf die Gesellschaft, da es zu einem starken Rückgang der Lebenserwartung und einer erheblichen Stigmatisierung der Infizierten führte.
Lange Zeit konnte die Verwandtschaft zwischen vielen Viren der Riboviria aufgrund der großen genetischen Divergenz unter den RNA-Viren nicht bestätigt werden.
Mit der Entwicklung der Virus-Metagenomik wurden viele zusätzliche RNA-Viren identifiziert.
Im Gegensatz zu zellulären Organismen, wo die aus der Metagenomik vorgeschlagenen Spezies ohne Kultivierung nur Kandidatenstatus haben, akzeptiert das International Committee on Taxonomy of Viruses auch Metagenomik-Sequenzen, wenn diese ausreichend vollständig sind.
Die Metagenomik hat so dazu beitrugen, die Lücken in der Verwandtschaft zu schließen.
Dies führte 2018 zur Einrichtung des Realms Riboviria, um alle RdRP-kodierenden RNA-Viren auf der Grundlage einer phylogenetischen Analyse ihrer Verwandtschaft unterzubringen.
Ein Jahr später wurden zusätzlich alle Viren mit reverser Transkription (die RdDP-kodierende Viren) in den Realm aufgenommen,
gleichzeitig wurden die beiden Virenreiche eingerichtet, um diese beiden Zweige der RNA-abhängigen Polymerase (RdRP und RdDP) zu trennen.
Bei der Einrichtung des Realms 2018 waren zunächst fälschlicherweise zwei Viroid-Familien, Avsunviroidae und Pospiviroidae (mit dem Citrus-Exocortis-Viroid), sowie die Gattung Deltavirus (mit dem Hepatitis-D-Virus) einbezogen, da diese ebenfalls ein RNA-Genom haben.
Die Riboviria umfassten daher zunächst alle echten RNA-Viren:
- dsRNA-Viren (Baltimore-Gruppe 3),
- positive-strängige ssRNA-Viren (Gruppe 4) und
- negativ-strängige ssRNA-Viren (Gruppe 5).

Da die genannten Viroide und Satellitenviren aber abweichend Enzyme der Wirtszelle zur Replikation nutzen, wurden sie 2019 wieder entfernt. Die Gattung Deltavirus wurde nebst einigen verwandten Spezies in einer neu geschaffenen Familie Kolmioviridae in den ebenfalls neuen Realm Ribozyviria gestellt; die Viroid-Familien Avsunviroidae und Pospiviroidae verblieben ohne Zuordnung (incertae sedis).
Die 2019 hinzugekommenen revers transkribierenden Viren umfassen:
- Retroviren: (Gruppe 6) mit RNA-Genom – (+)ssRNA-Viren

Diese gehören alle zur Ordnung Ortervirales. Sie umfassen neben der Familie Retroviridae (Retroviren im engeren Sinn) noch einige weitere kleinere Familien wie die Belpaoviridae, Metaviridae und Pseudoviridae.
- Pararetroviren: Gruppe 7, mit DNA-Genom – dsDNA-RT-Viren

Diese replizieren ihr DNA-Genom über einen RNA-Zwischenschritt replizieren und benutzen dafür ebenfalls eine Reverse Transkriptase (RT). Zu ihnen gehört die Familie Caulimoviridae (die vom ICTV wegen Homologien zusammen mit den obigen Familien von Retroviren in die gemeinsame Ordnung Ortervirales gestellt wird) sowie die Familie Hepadnaviridae (in der Ordnung Blubervirales).

## Wirte
Die meisten identifizierten eukaryotischen Viren sind RNA-Viren; aus diesem Grund gehören die meisten eukaryotischen Viren zu den Riboviria, einschließlich der meisten menschlichen, tierischen und pflanzlichen Viren.
Im Gegensatz dazu wurden nur zwei Gruppen von prokaryotischen RNA-Viren identifiziert:
- (+)ssRNA: Leviviricetes mit unklarem Ursprung (Stand 2020),[30] aber offenbar verwandt mit den Miaviricetes[21]
- dsRNA: Cystoviridae, offenbar verwandt mit den die mit den Reoviridae, die selbst aber Eukaryonten infizieren.[13]

Andere wichtige Zweige der eukaryotischen Viren sind die Ordnung Herpesvirales (mit den Herpesviren) im Realm Duplodnaviria, das Virenreich Shotokuvirae in Monodnaviria, und viele Vertreter der Varidnaviria.

## Krankheiten
Viren aus dem Realm Riboviria verursachen eine Vielzahl menschlicher und tierischer Krankheiten, darunter viele der bekanntesten Virusinfektionen.
Zu den bemerkenswerten krankheitsverursachenden Viren in diesem Bereich gehören:
- Coronaviridae: MERS, SARS, COVID-19
- Krim-Kongo-Fieber-Virus: Krim-Kongo-Fieber
- Dengue-Virus: Denguefieber
- Ebolavirus: Ebolafieber
- Hantaviren
- Hepatitis-B-Virus: Hepatitis B
- HIV: AIDS
- Humanes Respiratorisches Synzytial-Virus
- Influenzaviren: Influenza („Grippe“)
- Japanische-Enzephalitis-Virus: Japanische Enzephalitis
- Lassa-Virus: Lassafieber
- Masernvirus: Masern
- Mumpsvirus: Mumps
- Norovirus
- Poliovirus: Poliomyelitis
- Rabiesvirus: Tollwut
- Rhinoviren: Grippaler Infekt, Rhinitis
- Rifttal-Fieber-Virus: Rifttalfieber
- Rotavirus
- Rötelnvirus: Röteln
- FSME-Virus: Frühsommer-Meningoenzephalitis
- West-Nil-Virus: West-Nil-Fieber
- Gelbfieber-Virus: Gelbfieber
- Zika-Virus: Zikafieber

Zu den Tierviren des Realms Riboviria gehört die Gattung Orbivirus, die verschiedene Krankheiten bei Wiederkäuern und Pferden verursachen, darunter das Virus der Blauzungenkrankheit, das Virus der Afrikanischen Pferdepest, das Virus der Pferde-Enzephalosis und das Virus der Epizootischen Hämorrhagie.
Das Virus der Vesikulärstomatitis verursacht Krankheiten bei Rindern, Pferden und Schweinen.
Coronaviriden und Influenzaviren verursachen Krankheiten bei verschiedenen Wirbeltieren, einschließlich Fledermäusen, Vögeln und Schweinen.
Fledermäuse beherbergen eine Vielzahl Viren, neben Coronaviriden auch Ebolaviren und Henipaviren, die auch beim Menschen Krankheiten verursachen können.
Auch Arthropodenviren der Gattungen Flavivirus und Phlebovirus sind zahlreich und werden häufig auf den Menschen übertragen.
Die Familie der Retroviridae enthält viele Viren, die Immunschwäche, Leukämie und andere Krebsarten sowie weitere  mit dem Immunsystem zusammenhängende Krankheiten bei Tieren verursachen, Beispiele sind SIV (Affen), BIV (Rinder), FIV (Katzen), MVV (Schafe), VAEV (Ziegen) und EIAV (Pferde).
Es gibt zahlreiche Pflanzenviren, die viele wirtschaftlich wichtige Nutzpflanzen befallen.
Das Tomatenbronzefleckenvirus verursacht Schätzungen zufolge jährlich Schäden in Höhe von über 1 Milliarde US$ und befällt mehr als 800 Pflanzenarten, darunter Chrysanthemen, Salatpflanzen, Erdnüsse, Paprika und Tomaten.
Das Gurkenmosaikvirus infiziert mehr als 1.200 Pflanzenarten und verursacht ebenfalls erhebliche Ernteverluste.
Das Kartoffelvirus Y verursacht erhebliche Ertrags- und Qualitätseinbußen bei Paprika, Kartoffeln, Tabak und Tomaten,
und das Scharka-Virus ist das wichtigste Virus beim Steinobst.
Das Trespenmosaikvirus (Brome mosaic virus, benannt nach der Gattung der Trespen, Bromus) verursacht zwar keine nennenswerten wirtschaftlichen Verluste, ist aber in weiten Teilen der Welt verbreitet und befällt in erster Linie Gräser, einschließlich Getreide.

## Endogenisierung
Aus dem Realm Riboviria sind viele Viren mit reverser Transkription (Retroviren) in der Lage, sich in die DNA ihres Wirts zu integrieren.
Diese Viren werden als Teil ihres Replikationszyklus endogenisiert.
Das heißt, das Virus-Genom wird durch das Virusenzym Integrase in das Wirtsgenom integriert. Aus dieser DNA wird dann virale mRNA produziert.
Es entsteht so ein Endogenes Retrovirus (ERV), prominente Beispiele sind
- Humane endogene Retroviren (HERV) – es wird geschätzt, dass bis etwa 7–8 % des menschlichen Genoms aus retroviraler DNA bestehen,[10][11] sowie
- Porcine endogene Retroviren (PERV) – bei Schweinen.

Die Endogenisierung ist eine Form des horizontalen Gentransfers (HGT) zwischen nicht verwandten Organismen.
Die Endogenisierung kann auch zur Untersuchung der Evolutionsgeschichte von Viren herangezogen werden, wobei der ungefähre Zeitraum, in dem ein Virus erstmals in das Genom des Wirts endogenisiert wurde, sowie die Evolutionsrate der Viren seit der ersten Endogenisierung ermittelt werden können.